# Siemens-Studio für elektronische Musik

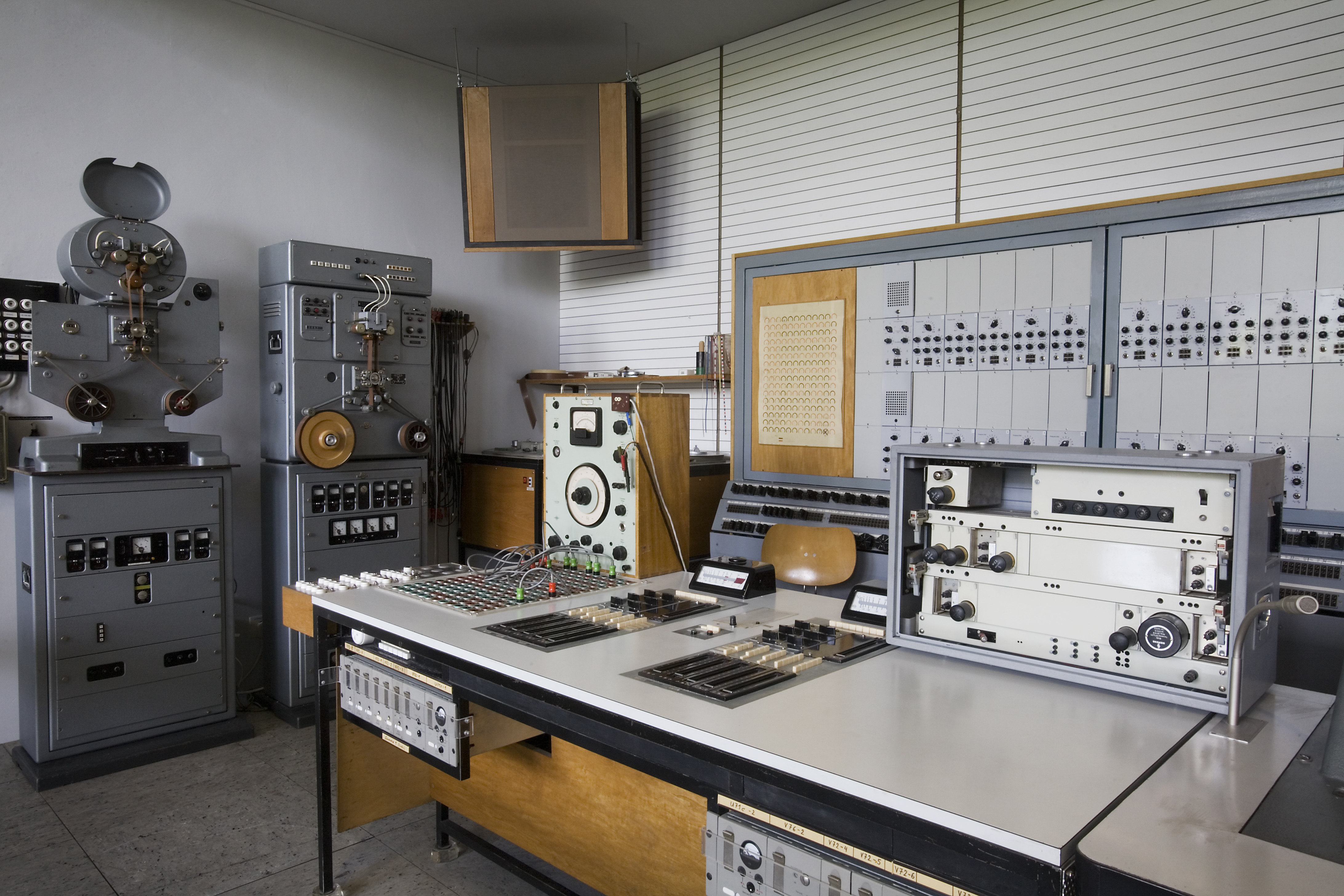
Das Studio im Deutschen Museum München

Das Siemens-Studio für elektronische Musik war das erste programmierbare Tonstudio, das von 1956 bis 1968 erheblichen Einfluss auf die Entwicklung der elektronischen Musik, der elektroakustischen Musik innerhalb der Neuen Musik, des Synthesizers und der Aufnahmetechnik hatte. In ihm arbeiteten unter anderem Josef Anton Riedl, Pierre Boulez, Henri Pousseur, Mauricio Kagel und Dieter Schnebel.
Die Technik wurde ursprünglich in einem Labor der Siemens & Halske AG in Gauting entwickelt und 1960 als Studio am Unternehmenssitz in München eingerichtet. 1966 kam es an die Hochschule für Gestaltung Ulm und wurde dort 1968 eingelagert. Seit 1993 ist es im Deutschen Museum in München ausgestellt. Die meisten Komponenten sind betriebsbereit.
Im Rückblick wird die Einrichtung des Studios durch die Siemens AG als „richtungsweisende Musikförderung“ beschrieben, Pierre Boulez betrachtete es als den eigentlichen Anstoß für seine Hinwendung zur elektronischen Musik. Aus dem spezifischen Klang einiger nur im Siemens-Studio verfügbarer Geräte ergibt sich eine „akustische ‚Handschrift‘“, die beim Hören von im Studio hergestellten Produktionen erkannt werden kann.

## Geschichte

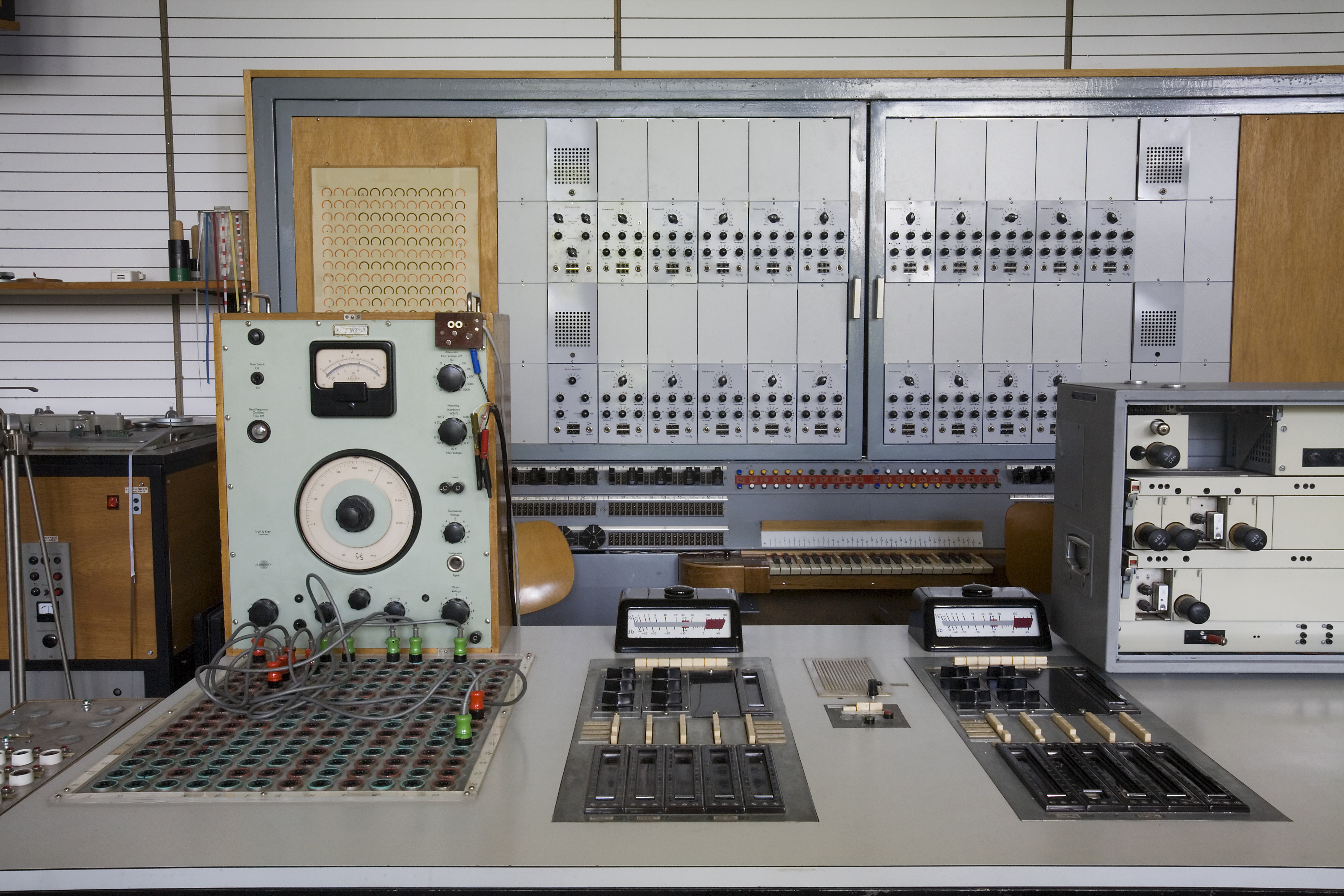
Das für die Aufstellung in Ulm gebaute Mischpult mit einem Rauschgenerator links und dem Frequenzumsetzer rechts. Dahinter die Wand der Sinusgeneratoren

Als Vorläufer der elektronischen oder elektroakustischen Musik gilt die um 1948 entstandene Musique concrète, die auf die Verfügbarkeit von Tonaufzeichnung mittels Magnetbändern zurückgeht. In ihrem Selbstverständnis hat sie Wurzeln in Ideen des Futurismus und Verbindungen zur seriellen Musik. Sie verstand sich als Avantgarde, die die Klänge von Musikinstrumenten überwinden wollte. In Frage kamen in der Realität aufgenommene und weiterbearbeitete Geräusche oder die elektronische Erzeugung von abstrakten Tönen. Einzelne elektronische Instrumente gab es schon früh im 20. Jahrhundert, von elektronischer Musik wird erst seit etwa 1950 gesprochen. Umgesetzt wurden die Konzepte seit Stockhausens Prototyp Studie II von 1954.
Für einen geplanten Dokumentarfilm von Regisseur Otto Martini über das Unternehmen Siemens & Halske AG schlug der als Berater engagierte Carl Orff 1955 eine „aus dem Rahmen fallende Musik“ vor. Er empfahl den jungen Komponisten Josef Anton Riedl. Der musikalisch stark interessierte Ernst von Siemens war entscheidend dafür, dass Riedl jede technische Unterstützung erhielt und ihm das elektroakustische Forschungslabor des Unternehmens in Gauting zur Verfügung gestellt wurde. Riedl schuf für den 1959 fertiggestellten Film Impuls unserer Zeit nicht nur einen als „drastisch moderne elektronische Klanggestaltung“ beschriebenen Soundtrack, sondern entwickelte mit den Ingenieuren des Unternehmens völlig neue Geräte: Analoge Klangerzeuger, Klangfilter und Mischpulte wurden erfunden. Die Vocoder-Technik war im Zweiten Weltkrieg für die Stimmverschlüsselung erfunden worden. In Gauting wurde sie für die Musik umgebaut.
Ähnliche Entwicklungen fanden zur selben Zeit auch in anderen Studios statt. Das Studio für elektronische Musik des Westdeutschen Rundfunks in Köln spielte seit 1953 eine Rolle, die Radio Corporation of America unterstützte das Columbia-Princeton Electronic Music Center und experimentierte in New York mit Klangerzeugung und -beeinflussung. In Mailand bestand das Studio di Fonologia Musicale der Rai. Das Siemens-Studio unterschied sich von den anderen, weil hier erstmals nicht Tonbänder zusammengeschnitten und -geklebt werden mussten, sondern alle elektronischen Geräte programmierbar waren. Sie wurden modular durch Lochstreifen gesteuert und die Klänge konnten in Echtzeit aufgenommen werden.
Nachdem der Film 1959 fertig geworden war und 1960 den Bundesfilmpreis gewonnen hatte, entschloss sich Siemens die Geräte weiter zu nutzen. Die für den Film entwickelte Technik sollte als Tonstudio zusammen bleiben und bekannten Komponisten die Möglichkeit zur Entfaltung einer neuen Klangwelt geben. Außerdem würde das Studio für Aufnahmen an Interessierte vermietet werden und Siemens plante mittelfristig Studiotechnik zu verkaufen. Riedl wurde als künstlerischer Leiter des Siemens-Studios bestellt, Tonmeister und Ingenieur war zunächst H.-J. Neumann, später Hansjörg Wicha. Bis Ende 1959 blieb das Studio im Labor in Gauting, anschließend wurden für es rund 200 m² im Kellergeschoss des Siemensneubaus am Oskar-von-Miller-Ring in München bereitgestellt und das Studio am 1. April 1960 offiziell eröffnet. Das Studio galt als „Vorzeigeobjekt“ des Unternehmens und wurde mit Vorzimmer, Sprecherraum, Künstlerraum, Regie- und weiteren Räumen ausgestattet. Für den Umzug nach München wurde ein als „relativ großzügig“ beschriebener Etat von 50.000 Mark bereitgestellt; kurz darauf wurden weitere 31.000 Mark investiert. Jeweils die Hälfte der Betriebszeit stand einem eingeladenen Künstler zur Verfügung, der Rest wurde an Rundfunksender, vor allem den Bayerischen Rundfunk, und andere Kunden vermietet. Das Studio war zu jeder Zeit ausgelastet, für das Geschäftsjahr 1961/62 wurden Mieteinnahmen von 30.000 Mark verbucht, für das Folgejahr waren 50.000 Mark an Erlösen geplant. Es entstanden neben Kompositionen anerkannter Künstler Soundtracks für einen Dokumentarfilm, mehrere Industrie- und Werbefilme, Klangbeispiele für Lehrfilme, sowie zwei Aufnahmen mit Tanzmusik und verschiedene Sounds wie Sendezeichen und Zwischenmusiken für Rundfunksender. Außerdem nahmen Sender Hörspiele mit verfremdeter Sprache im Studio für elektronische Musik auf.
In diesen Jahren kamen Musiker und Komponisten aus aller Welt als Gäste in das Studio, einige experimentierten mit den Geräten und nahmen kleinere Werke auf. Unter den prominenten Gästen waren Karlheinz Stockhausen, Komponist und Leiter des Kölner Studios, Otto Luening und Vladimir Ussachevski, zwei der Leiter des New Yorker Studios und selbst engagierte Komponisten. Die künstlerischen und technischen Leiter der großen Studios für elektronische Musik standen im engen Kontakt und tauschten ihre technischen Entwicklungen und musikalischen Ideen aus. So legten sie gemeinsam die Grundlagen für die elektronische Musik und insbesondere die Technik des Synthesizers.
John Cage und David Tudor reisten gezielt an, um die Steuerung mit Lochstreifen auszuprobieren.
Zu den jungen Komponisten, die im Siemens-Studio die Möglichkeit hatten elektroakustische Musik zu erproben, gehörten György Ligeti und Dieter Schnebel. Der älteren Generation müssen Karl Amadeus Hartmann, Werner Egk und Alois Hába zugerechnet werden. Da sie, aber auch Bruno Maderna, nicht mit elektronischer Musik verbunden werden, ist anzunehmen, dass diese Gäste keine Aufnahmen im Studio gemacht haben.
1963 wollte Siemens das Studio nicht mehr selbst betreiben, als Gründe gelten die hohen Betriebskosten und die Abkehr von der Idee, Studiotechnik zu vermarkten. Das Unternehmen schenkte es der Hochschule für Gestaltung in Ulm, wo es der Abteilung Film unter Alexander Kluge und Edgar Reitz zugeordnet wurde. Noch bis 1966 blieben die Geräte aber am Münchner Standort. Wegen Platzmangels in Ulm konnte das Studio dort nicht vollständig installiert werden, so dass insbesondere ein neues Mischpult konstruiert werden musste. Schon kurz nach dem Umzug des Studios geriet die Hochschule für Gestaltung in Finanzierungsprobleme, die Abteilung Film konnte durch Umwandlung in einen Verein die Auflösung der HfG noch um einige Zeit überleben. Die Studiotechnik wurde 1968 eingelagert und erst 1992 aufgrund von Recherchen Riedls wiederentdeckt. 1993 erhielt das Deutsche Museum die Geräte, seit 1994 sind Teile davon in der Dauerausstellung der Musikabteilung ausgestellt. Original-Tonbänder und die Dokumentation des Studios wurden 1972 in das Siemens-Archiv überstellt, sie gingen 1993 ebenfalls an das Deutsche Museum.
Das Studio ist im Deutschen Museum großteils aufgebaut. Im Jahr 2009 konnten einige weitere Funktionen wiederhergestellt werden. Seit 2022 gibt es eine neue Präsentation, für die Regieraum und Maschinenraum geteilt aufgestellt sind.

## Technik

Blockschaltbild der Studio-Technik

Im Siemens-Studio wurden Geräte verschiedenster Herkunft eingesetzt. Vieles wurde von den Siemens-Mitarbeitern nach Ideen von Riedl und anderen Musikern entwickelt und gebaut. Maßgeblich beteiligt an den Entwicklungen waren die Siemens-Ingenieure Helmut Klein und Alexander Schaaf. Das Studio als Ganzes muss nach heutigem Sprachgebrauch als Synthesizer verstanden werden: Klänge wurden erzeugt, moduliert und ausgegeben oder aufgezeichnet. Die Besonderheit des Siemens-Studios war die Programmierbarkeit durch Lochstreifen. So konnten die Klänge und ihr zeitlicher Verlauf in Form der Lochstreifen archiviert, wiederverwendet und zu größeren Werken verbunden werden.

### Tonerzeugung

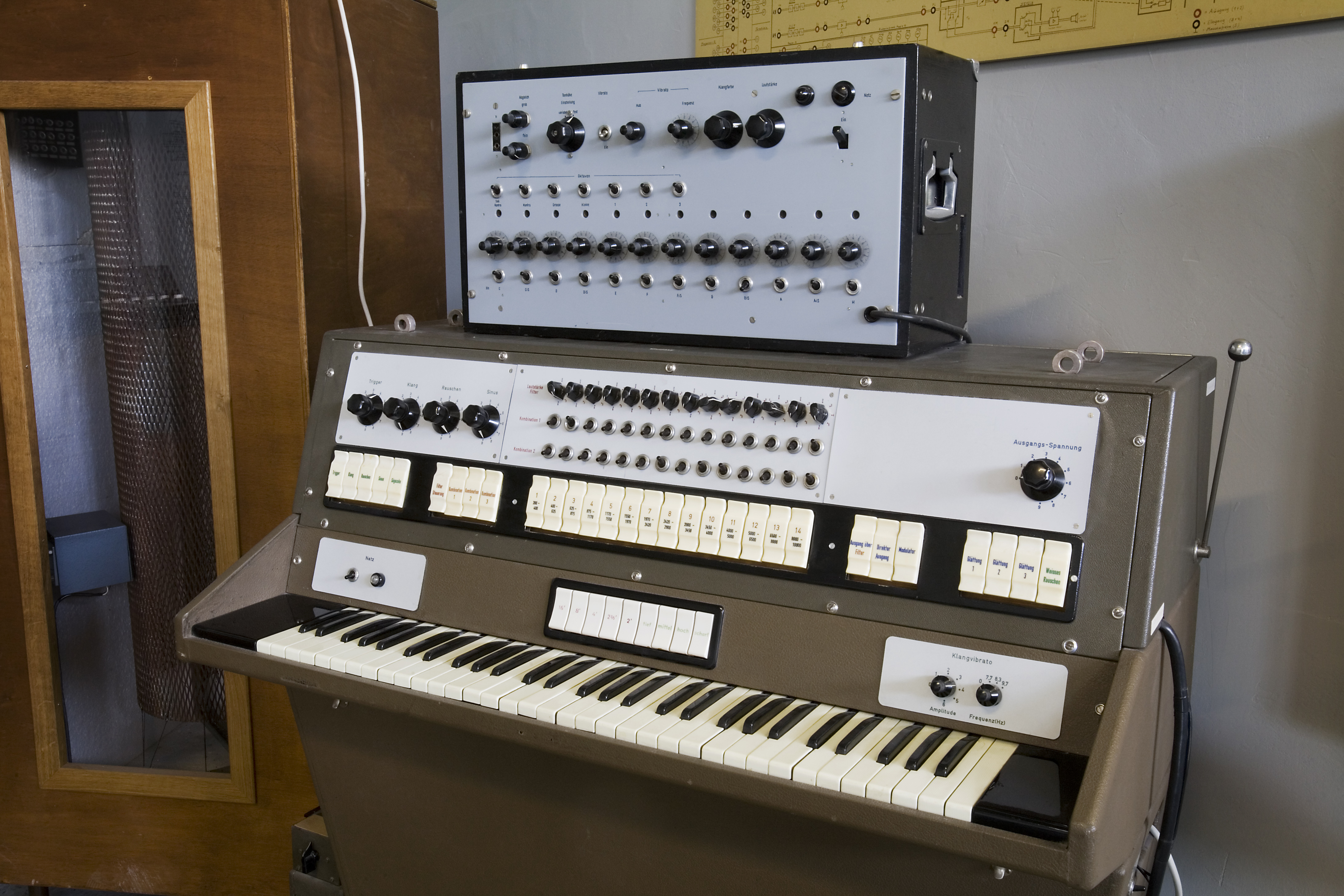
Die Hohnerola und der Sägezahngenerator

Das Studio bekam im Laufe der Zeit eine große Zahl an verschiedenen Tongeneratoren. Viele wurden speziell für diesen Zweck gebaut, nur wenige konnten aus der Produktion für andere Geräte übernommen werden. Ein Zwei-Kanal-Tiefton-Generator mit Frequenzen zwischen 0,3 und 26 Hertz erzeugte zwar weitgehend unhörbare Klänge, diese konnten aber als Eingabe in einen Frequenzumsetzer dienen oder steuerten Synchronmotoren. Rauschgeneratoren und ein Sägezahn-Generator dienten dazu, technische Geräusche mit Zufalls-Komponenten zu erzeugen. Mit Schwebungssummern konnten Glissandi erzeugt werden, einer davon konnte laut Dokumentation auch zur Frequenzmodulation eingesetzt werden, was vermutlich eine externe Steuerung durch Anlegen einer Steuerspannung meint. Ab etwa 1960 stand eine Wand mit zwanzig Sinus-Oszillatoren aus Wien-Robinson-Brücken mit einem Frequenzband von 16 bis 16.000 Hertz zur Verfügung, deren Schwingungen durch eine Zusatzschaltung stufenlos zu Rechteckschwingungen gleicher Frequenz übergehen konnten. Bis zu zehn der Sinus-Generatoren waren für einen Ton erforderlich, um neben dem Grund- auch Obertöne zu erzeugen, und so ein dem Gehör vertrautes Klangbild zu bieten. Je nach Dynamik der Obertöne konnte so eine trockene, schlagartige, flötenspielähnliche, glockenspielähnliche oder harmonikaähnliche Klangfarbe oder der Eindruck eines Vokals in menschlicher Sprache erreicht werden.
Von besonderer Bedeutung war eine Hohnerola, eine elektronisch gesteuerte Zungenorgel von Hohner, die durch die Siemens-Ingenieure massiv umgebaut worden war. Das elektromechanische Instrument konnte vollständig durch Lochstreifen gesteuert werden. Diese wirkten sich auf die Klangerzeugung und als Formant-bezeichnete Bandpassfilter sowie ein Dämpfungsglied zur Erzeugung von Dynamik aus.
Ferner stand dem Studio ein 1959 vom Südwestfunk erbautes Gerät zur Verfügung, das eine Bildabtastung in Tonelemente umsetzte. Es wurde nur wenig benutzt, der Maler Günter Maas setzte es ein, um einige seiner abstrakten Gemälde in Klänge umzusetzen.
Mittels des Tiefton-Generators wurde auch mit digitaler Klangerzeugung experimentiert. Allerdings lieferten die damaligen Datenquellen keine ausreichenden Frequenzen, mehr als 64 Hertz konnten nicht direkt erzeugt werden. Um dieses Frequenzspektrum auszuweiten, wurden sehr tiefe Töne digital erzeugt und auf Tonband aufgenommen. Dieses wurde mit achtfacher Geschwindigkeit abgespielt, so dass die Töne um drei Oktaven nach oben transponiert wurden. Wurde dieser Vorgang wiederholt, konnten für Musik übliche Tonhöhen erreicht werden. Technische Beschränkungen der Tonbandgeräte machten es erforderlich, die anfangs sehr niedrigen Frequenzen einer höheren Trägerfrequenz aufzumodulieren. Am Ende der Transposition musste also das Signal erst demoduliert werden, dann konnten die digital erzeugten Töne durch ein Tiefpassfilter separiert werden. Wegen des Aufwands wurde dieses Verfahren nur experimentell eingesetzt, erhalten ist eine Aufzeichnung von sieben aufeinander folgenden Tönen. Dabei handelte es sich im Jahr 1961 um „Pionierleistungen“.

### Modulation

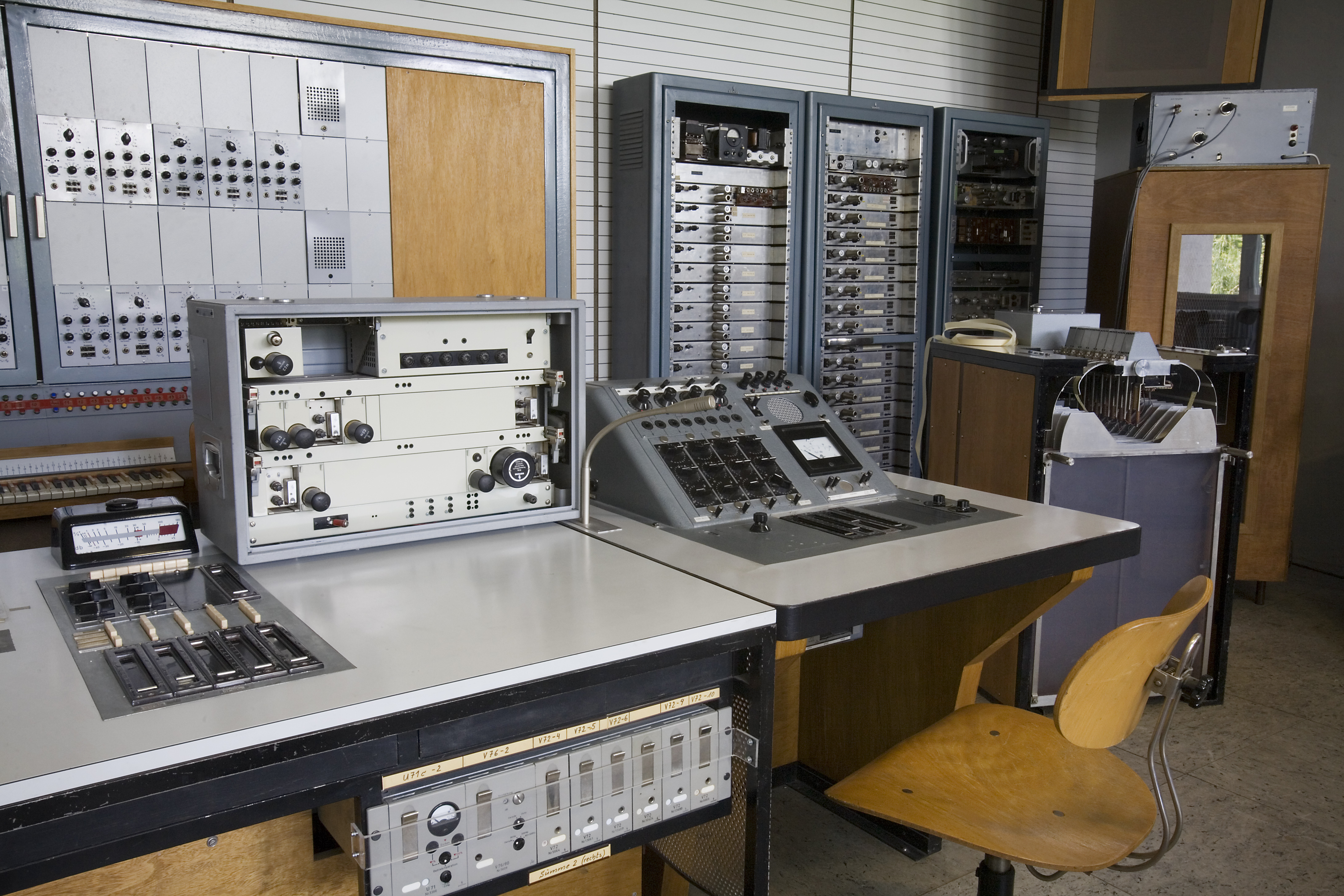
Rechts im Hintergrund die drei Schaltschränke des Vocoders

Zur Beeinflussung elektronischer Klänge dienten Filter und diverse Modulatoren. Eine zentrale Rolle spielte ein Satz von 14 Bandpassfiltern, die in beliebigen Kombinationen geschaltet und durch Lochstreifen angesteuert werden konnten. Sie waren nach der Mel-Skala geteilt und deckten zusammen den gesamten Frequenzbereich ab. Diese Filterbank war in die Hohnerola eingebaut. Für den Umzug nach Ulm wurde ein neues Mischpult gebaut, das Klangregler enthielt, die die Funktionen der bisherigen Filter wesentlich komfortabler übernehmen konnten.
Der als Frequenzumsetzer bezeichnete Mischer wurde 1950 vom Südwestfunk unter Beteiligung der Siemens AG erfunden. 1956 besorgte Riedl für sein Projekt ein solches Gerät in Baden-Baden. Es handelte sich um einen Ringmodulator. Auf das Frequenzspektrum eines musikalischen Tones mit Grund- und Obertönen angewendet, setzt ein solcher Modulator alle Frequenzen um denselben Betrag herauf oder herab, er verändert also das für die Harmonik entscheidende Verhältnis der Töne untereinander. Dadurch wird jeder Klang im Modulator mehr oder weniger zum Geräusch. Dieser Effekt war für die frühe elektronische Musik von besonderer Bedeutung und das Gerät daher bei nahezu allen Werken im Einsatz.
Geräte zur Amplitudenmodulation wurden im Studio selbst entwickelt und gebaut. Die erste Generation wurde in die Hohnerola eingebaut, später kamen selbständige Geräte zum Einsatz. Sie dienten zur Steuerung der Dynamik, die anfangs nur in 32 Stufen, später frei programmiert werden konnte. Außerdem wurde von den Ingenieuren ein Hallgitter gebaut, das aufgrund „seiner charakteristischen, metallischen Klangfarbe“ in vielen Produktionen die Herstellung im Siemens-Studio erkennen lässt. Daneben standen Tonbandgeräte zur Verfügung, mit denen Echos und andere Überlagerungen und Iterationen erzeugt werden konnten.
Von besonderer Qualität war der Vocoder des Siemens-Studios. Er beruhte auf einem Prototyp aus den 1940er Jahren, der für die militärische Verschlüsselung entwickelt worden war. Damit war er allen anderen Vocodern überlegen, die in Tonstudios eingesetzt wurden. Er wies 20 Kanäle auf und war speziell für das Siemens-Studio so umgebaut worden, dass er ein Frequenzspektrum von 0 bis 10.000 Hertz verarbeiten konnte und damit weit über Sprachanwendungen hinausging. Die Schaltungen erlaubten es, Eingangs- und Steuersignal frei anzulegen. Damit konnte aus Sprache und Windgeräuschen ein verständlich sprechender Wind erzeugt werden. Bis heute bekannt ist der Vocoder aus dem Siemens-Studio für die Computer-Stimme in der Science-Fiction Serie Raumpatrouille, die im Jahr 1965 produziert wurde. Der Vocoder ist nicht mehr funktionstüchtig, die Verkabelung ist verloren gegangen.
Ein als Hüllkurvengleichrichter bezeichnetes Gerät war ursprünglich vorhanden, konnte aber nicht mehr gefunden werden.

### Mischung und Wiedergabe
Der zentrale Arbeitsplatz im Studio war das Mischpult, auch als Regiepult bezeichnet. Zehn Studioverstärker und weitere Geräte wurden durch 14 Schieberegler bedient. Die Zuordnung der Regler zu den Geräten wurde mittels eines Steckfelds für jede Aufgabe individuell hergestellt. An den Ausgängen waren drei Aussteuerungsmesser und je eine Entzerrung für Tiefen, Mitten und Höhen vorhanden. Alle Eingänge waren auf Zwei- und Vier-Kanalton ausgelegt, später kamen Geräte hinzu, um diese fest für Stereo-Aufnahmen einzurichten. Ein Vier-Kanal-Mischpult diente für kleinere Aufgaben.
Zur Aufzeichnung und zur Montage durch Personen, die sich nicht in die Programmierung durch Lochstreifen einarbeiten wollten, dienten verschiedene Bandmaschinen. Darunter waren Vier-Kanal-Geräte und etwa ab 1963 auch ein Sechs-Kanal-Gerät.
In Ulm wurde auch ein spezielles Gerät zur Film-Vertonung angeschafft, damit konnten Filmprojektor, Filmabtaster und Bandmaschine synchronisiert werden.

### Steuerung

Kodierungsschema bei der Steuerung des Studios durch Lochstreifen

Von besonderer Bedeutung für die Entwicklung der elektronischen Musik war die Programmierung der elektro-akustischen Geräte durch Lochstreifen. Durch den einfachen Austausch von vorgefertigten Lochstreifen oder deren Verklebung zu Schleifen wurden vorher nur theoretische Forderungen der seriellen Musik möglich. Das Siemens-Studio war das erste vollprogrammierbare Studio.
Sowohl die Tonhöhe, die Lautstärke und alle Filter zur Veränderung der Klangfarbe konnten in ihrem Verlauf gesteuert werden. Dazu wurden anfangs vier parallel laufende Lochstreifenleser eingesetzt. Jeder hatte die aus dem Fernschreiber stammenden fünf Lochreihen, so dass pro Streifen 25, also 32 verschiedene Werte eingesetzt werden konnten. Weil 32 Werte nicht für die Tonhöhen ausreichten, wurden diese durch zwei Streifen programmiert: der erste steuerte den Ton, der zweite gab die Oktave an. Der dritte Streifen gab die Dämpfung an, es stand ein Bereich von 0 bis 64,5 Dezibel zur Verfügung; der vierte schaltete die Bandpassfilter und bestimmte so die Klangfarbe des Tons. Später wurden teilweise sogar acht parallele Lochstreifen eingesetzt, damit konnte die Dämpfung der Lautstärke in Schritten von 0,5 dB angesteuert werden.

## Rezeption
Die Rolle des Siemens-Studios wird im Rückblick beschrieben als „Zentrale der Progressiven und Hort des ingenieurgestützten Kunstdenkens.“
Pierre Boulez wurde auf das Siemens-Studio aufmerksam gemacht, als er als Dirigent für Musica-Viva-Konzerte nach München eingeladen wurde: Er wurde neugierig, als er sah, „was eine Firma, die die Mittel dazu hatte, im Hinblick auf die Ausrüstung schaffen konnte.“ Er sah dort zum ersten Mal automatisierte Klangerzeuger und die schienen ihm „für die Zukunft entscheidend“ zu sein – einige Jahre später hielt er sie für „unentbehrlich“. In einem Rundfunkbeitrag des Westdeutschen Rundfunks von 2004 bezeichnete Björn Gottstein das Siemens-Studio als ein „wildes und besonders fruchtbares Kapitel der elektronischen Musik“.
Edgar Reitz nannte das Studio eine „der führenden Brutstätten für neue Musik“ und hob hervor, dass es Riedls große Verdienste seien, dass er „mit endlosem Idealismus […] erreicht hat, dass das Studio zu einem international beachteten Zentrum für die neue Musik und vor allem für die elektronische Musik wurde“.
Riedl selbst hob die „große Ausstrahlung“ des Studios auf die dort Tätigen hervor und bezeichnete es als das „sinnlichere“ Studio im Vergleich zum Kölner Studio, das er als „mehr [eine] intellektuelle Station“ erinnerte. Dass das Studio „heute noch existiert, an dieser zentralen, an dieser so wichtigen Stelle im Deutschen Museum“, fand er noch 2014 „wunderbar“.
Der Geschäftsführer der Ernst von Siemens Musikstiftung fasste 2014 die Rolle Riedls und des Studios zusammen:

„Das Siemens-Studio für elektronische Musik ist untrennbar mit dem Namen Josef Anton Riedl verbunden. Dieser nutzte das ihm von Siemens zur Verfügung gestellte elektroakustische Versuchslabor so bemerkenswert und arbeitete kongenial mit den hochqualifizierten Technikern zusammen, dass er die Verwendung von konkreten und elektronischen Klängen in der Musik in kürzester Zeit nahezu revolutionierte. Mit seiner Offenheit für Abwegiges und seinem starken Innovationsdrang war er genau der Richtige, die Maximen eines Unternehmens wie Siemens, das von technischen Innovationen lebte und immer noch lebt, auf den Bereich der Musik zu übertragen und dort richtungsweisende kompositorische Möglichkeiten zu entwickeln.“

## Werke (Auswahl)
Eine Dissertation von 2011 ermittelte rund 150 im Siemens-Studio entstandene Werke, deren Verzeichnis elf Seiten umfasst.
In der Internationalen Dokumentation elektroakustischer Musik der Deutschen Gesellschaft für Elektroakustische Musik fanden sich Anfang 2022 174 Werke zum Suchbegriff „Studio: Siemens“.
Die Vielfalt der Kompositionen und Aufzeichnungen zeigt sich in den unterschiedlichen Anwendungsbereichen:
Neben dem Soundtrack für den Siemens-Dokumentarfilm Impuls unserer Zeit entstanden bis 1959 noch in Gauting zwei Studien von Riedl mit je etwa 150 Sekunden Länge. Für den Experimentalfilm Stunde X von Bernhard Dörries mit 11 Minuten Laufzeit vom Dezember 1959 wurde ebenfalls noch in Gauting die Musik aufgenommen.
1960 bis 1962 nahm Riedl Soundtracks für mehrere Dokumentar- und Industriefilme von Edgar Reitz auf. Darunter ist die Dokumentation Yucatan. Der Film wurde auf dem Weltkongress 1960 der Jeunesses Musicales International uraufgeführt, lief 1961 auf den Kurzfilmtagen Oberhausen und erhielt das Prädikat „Besonders wertvoll“. 1965 folgte eine weitere Zusammenarbeit von Riedl mit Reitz, sie schufen eine Präsentation für die Internationale Verkehrsausstellung vom 25. Juni bis 3. Oktober in München.
Größere, öffentlich aufgeführte Musikstücke, die im Siemens-Studio entstanden, umfassen mehrere Studien und Kompositionen von Riedl aus den Jahren 1960 bis 1965. Herbert Brün schuf 1961 die Wayfaring Sounds und eine Produktion Klänge unterwegs für den Bayerischen Rundfunk und ein neues Sendezeichen des BR aus demselben Jahr. Eine Komposition unter dem Titel Antithese von 1962 stammte von Mauricio Kagel, sowie ebenfalls von Kagel die Umsetzung des elektronischen Teils der Imaginary Landscape No. 3 von John Cage aus dem Jahr 1965. Cage selbst nahm im Siemens-Studio eine Studie namens experiments in sound auf. Unter demselben Titel entstanden vermutlich 1963 Klangexperimente von Pierre Boulez.
Für Henri Pousseurs Schallplattenreihe Einführung in die elektronische Musik entstanden die ersten auf Tonträgern veröffentlichten Aufnahmen aus dem Studio. Außerdem schuf Klaus Hashagen im Siemens-Studio 1961 ein Elektronisches Glockenspiel für das Rathaus von Salzgitter-Lebenstedt. Möglicherweise dadurch beeinflusst wurde Bengt Hambraeus für sein Werk Rota II – Komposition für elektronische Orgel- und Glockenklänge von 1963.
1962 schuf Heinz von Cramer die Musik für ein Hörspiel unter dem Titel Das große Ebenbild und verschiedene Rundfunkmusiken. Günter Bialas nahm 1964 die Musik für das Hörspiel Es regnet in mein Haus unter Regie von Hans Dieter Schwarze auf. Ferdinand Kriwet schuf 1965 und 1966 zwei „Hörtexte“ unter den Titeln JAJA und Reaktion, für die er Sprache elektronisch verfremdete.
Für Theateraufführungen mit experimentellem Charakter entstanden in den 1960er Jahren verschiedene Schauspielmusiken und Klänge im Siemens-Studio. Wilhelm Killmayer schrieb 1960 eine Musik für Wilhelm Tell am Bayerischen Staatsschauspiel. Sie gehört mit 150 Minuten auch zu den längsten Werken, die im Studio aufgenommen wurden. Carl Feilitzsch nahm ebenfalls 1960 Musiken für Mittagswende von Paul Claudel in den Münchner Kammerspielen und zu Hugo von Hofmannsthals Jedermann am Münchner Deutschen Theater auf. Riedl schrieb Musik für eine Inszenierung von Georg Büchners Leonce und Lena 1963 an den Kammerspielen unter Regie von Fritz Kortner, sowie für zwei weitere Inszenierungen von Kortner: 1968 Der Sturm und 1969 Antonius und Cleopatra, beide von William Shakespeare am Schillertheater Berlin. Milko Kelemen verband 1966 in der Musik zu Judith von Friedrich Hebbel Orchesterklänge, elektronisch verfremdete Orchesterklänge und rein elektronische Klänge und spielte sie mit dem Symphonieorchester des Bayerischen Rundfunks ein.
Der Filmmusik-Komponist Hansom Milde-Meißner schuf im Studio Musik für die Dokumentation Schaffende Hände und eine Aufnahmen mit experimenteller elektronischer Tanzmusik unter dem Titel Serenade für 20 Sologeneratoren (1964).